# Wentylator przeciwbieżny
Wentylator osiowy przeciwbieżny – jest zdwojonym wentylatorem osiowym, w którym dwa wirniki ustawione szeregowo, obracają się w przeciwnych kierunkach. Wentylatory tego typu charakteryzują się brakiem zawirowań gazu, nie muszą więc być wyposażone w kierownicę.
Pojedynczy wirnik tego typu wentylatora przypomina zastosowany w sprężarkach osiowych.

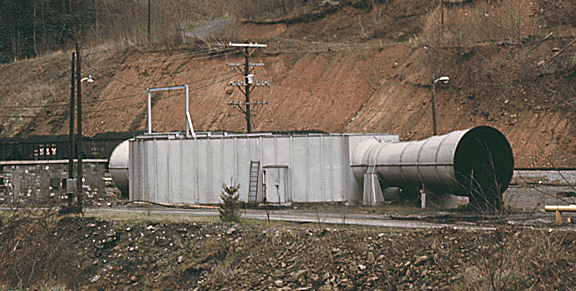
Wentylator do wdmuchiwania powietrza do kopalni

Wentylatory osiowe przeciwbieżne produkuje się w różnych wielkościach. Ich parametry leżą w zakresie:
wydajność Q – 2 do 300 m3/s
spiętrzenie całkowite Δp – 1000 do 7000 Pa
sprawność η – 0.7 do 0.9.
Wentylatory osiowe przeciwbieżne znajdują zastosowanie w instalacjach wentylacyjnych okrętów i kopalni.